# Diego de Agüero
Diego de Agüero y Sandoval (* Deleitosa, Cáceres, 1511 - † Lima, 1544), fue un conquistador español, encomendero y regidor perpetuo de Lima. Participó en las principales acciones de la Conquista del Perú y en la fundación de las ciudades de Jauja y Lima.

## Biografía
Sus padres fueron los extremeños García Gonzáles de Agüero y María de Sandoval. A pesar de su posible condición de hidalgo, recibió una mínima educación, desconociendo las letras. No obstante, en plena juventud se enroló a la expedición de Francisco Pizarro tras la firma de la Capitulación de Toledo, destacando en adelante por su audacia como hombre a caballo. 

### Conquista del Perú
Concurrió al desembarco en Tumbes, a la fundación de San Miguel de Tangarará, a la marcha sobre Cajamarca y la captura de Atahualpa. En el famoso rescate acumulado por el Inca, le tocó 8.880 pesos de oro y 362 marcos de plata. Participó luego en el avance sobre el Cuzco; exploró el Collao y las islas del lago Titicaca; secundó a Diego de Almagro en la conquista de Quito, y allí logró que Pedro de Alvarado consintiera en ceder su ejército a Pizarro y sólo exigiera una indemnización de 100.000 pesos.
Marchó enseguida a Jauja para comunicar tal noticia al Gobernador; tras asistir a la fundación de esta ciudad (25 de abril de 1534), opinó en favor de la traslación de la capital a un lugar de la costa. Obtuvo entonces una encomienda en Lunahuaná. Se halló presente en la fundación de Lima y fue nombrado regidor de su primer cabildo. Al año siguiente encabezó la defensa de la población contra el asedio a que la sometieron las huestes de Manco Inca (1536), así como a la campaña de pacificación librada en los llanos situados al sur de la flamante capital. En reconocimiento a tales servicios fue elegido regidor perpetuo.

### Guerras Civiles
En vano se afanó por evitar la ruptura entre Pizarro y Almagro, y aunque secundó al primero en la guerra de banderías que culminaría en la batalla de las Salinas, lamentó la triste muerte del segundo. Pero los almagristas no le perdonaron su parcialidad; después de asesinar al Gobernador (1541), saquearon la casa de Diego de Agüero y lo condujeron preso hasta Jauja. De allí logró huir, y decidió el triunfo del Licenciado Vaca de Castro en la batalla de Chupas.
Luego influyó sobre el cabildo de Lima para que recibiese en su seno al virrey Blasco Núñez Vela y en nombre de la corporación acudió hasta Piura para ofrecerle su saludo. Y a pesar de la conducta del Virrey, se ingenió para protegerlo durante la rebelión de los encomenderos en su marcha hasta el Callao y embarcarlo a salvo. Gravemente quebrantada su salud en aquellas circunstancias, murió en Lima el 26 de octubre de 1544. Su cuerpo fue enterrado en la cripta de la Basílica y convento de Santo Domingo, en ese entonces todavía en construcción.

## Matrimonio y descendencia
En 1539, concertó su matrimonio por poderes con la distinguida dama criolla Luisa de Garay y Moniz de Perestrello, única hija del adelantado Francisco de Garay, con la cual tuvo como único heredero a:
- Diego de Agüero y Garay, casado con Beatriz Bravo de Lagunas, con amplia sucesión.